# غار بتخانه کوهدشت
غار بتخانه در ۱۸ کیلومتری شهرستان کوهدشت مکانی عجیب و جذاب به نام غار باستانی بتخانه کوهدشت وجود دارد که در دل کوه دمچهر واقع شده است.

## درباره
بعد از اینکه از سمت کوهدشت به این غار رفتید، خود را در دهانه 18 متری آن خواهید یافت که بخشی از آن بسته است و به صورت نیم خیز باید واردش شوید. غار باستانی بتخانه کوهدشت که به غار بتخانه قرعلیوند نیز شهرت دارد، از جزء معروفترین دیدنی های کوهدشت به شمار می‌رود و حدود 200 متر طول دارد و پهنای آن به 20 متر می‌رسد. به دلیل نفوذ آب از لایه‌های آهکی تمام سقف و دیواره این غار به رنگ سفید در آمده است. همچنین سنگ‌های چخماق و سفال‌های شکسته‌ای درون غار به چشم می‌خورد که نشان از زندگی غار نشینی مردمان گذشته دارد. غار بتخانه لرستان به دو بخش شمالی و جنوبی تقسیم می‌شود که قسمت شمالی آن وسیع‌تر و بزرگ‌تر است. ویژگی بارز این غار وجود ستون‌های آهکی است که به شکل بت به نظر می‌رسند و در نامگذاری این غار زیبا تاثیرگذار بوده‌اند. اشکال زیبای استالاگمیت‌ها که با شکل و شمایل عجیب و غریب خود گویی که شخصیت‌های افسانه‌ای را به صورت سنگ درآورده‌اند و در معرض دید قرار می‌دهند. ارتفاع بعضی از آن‌ها به 50 متر نیز می‌رسد و تصور می‌کنید که انسانی کوچک در دنیای آدم‌های غول پیکر هستید! در غار بتخانه لرستان رسوبات فراوانی یافت می‌شود که باعث شده تا ورودی غار کمی کوچک باشد. در سال‌های اخیر کاوش‌هایی در این غار صورت گرفته که امکان ورود و خروج به آن را آسان کرده است. 